# Wim Riemens
Willem Laurens (Wim) Riemens (Middelburg, 11. října 1933 – Middelburg, 16. února 1995) byl nizozemský fotograf.

## Životopis
Vyučil se za důstojníka obchodního loďstva a byl fotograf – samouk. Od roku 1958 pracoval jako fotoreportér a do roku 1972 spolupracoval s redakcí Provinciale Zeeuwse Courant. Poté pracoval jako fotograf na volné noze.
Riemens vystavoval v Paříži (Prix Niépce, 1968), New Yorku (World in Colour, 1969), Amsterdamu (Jazz at the Bimhuis, 1977), Middelburgu (Vleeshal, 1985) a Ahlenu (Stadtgalerie, 1991). Sbírky jeho děl jsou ve sbírkách nizozemské provincie Zeeland, Rabo Investment Zurich, Musée de Chalon, Museum of Modern Art, J. Paul Getty Museum, Musée Suisse de la Photographie Vevey a ve městě Nagasaki.
V roce 1995 Riemens zemřel na následky Creutzfeldtovy–Jakobovy choroby.

## Galerie

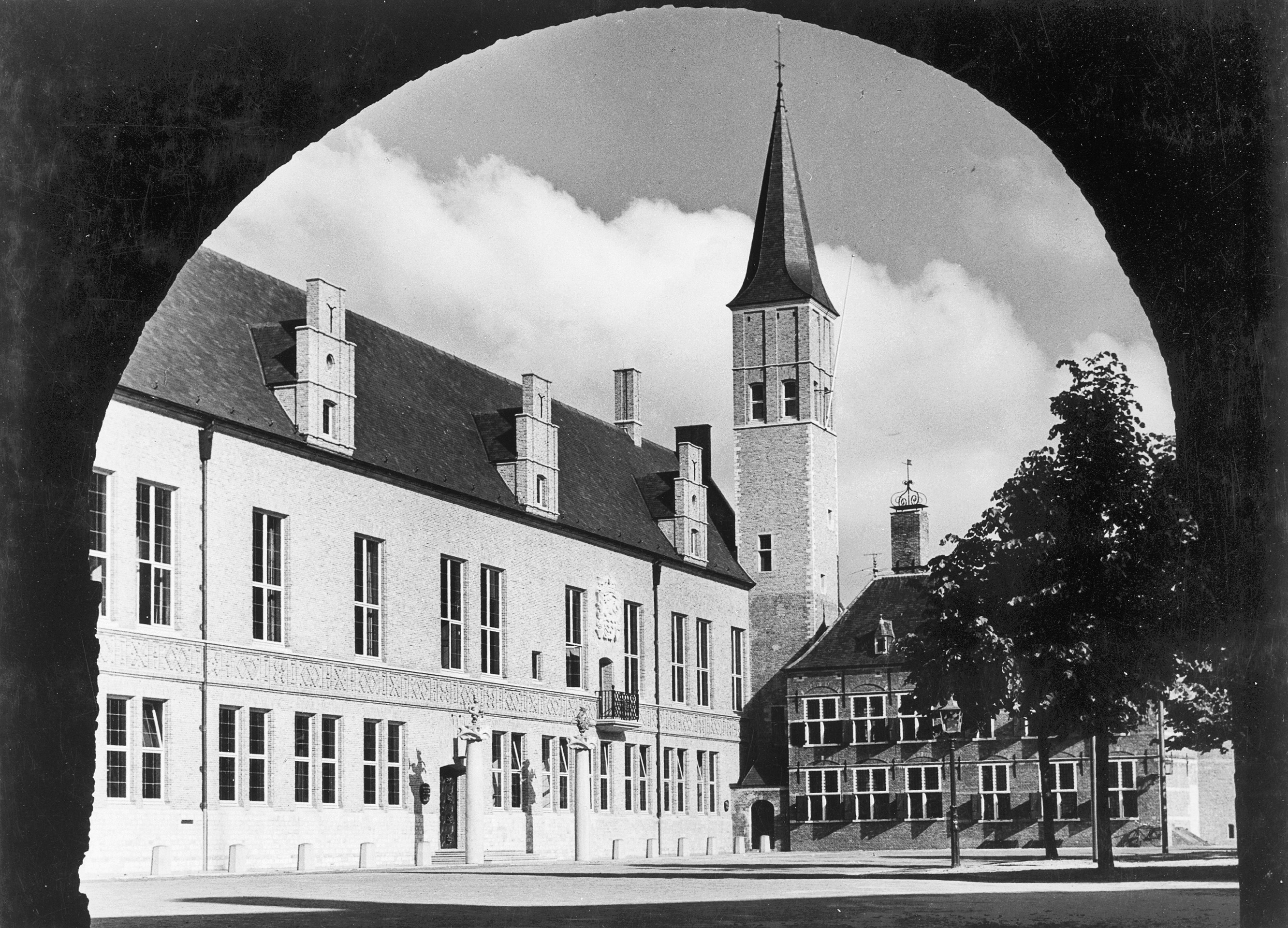
Abbey Middelburg, 1960
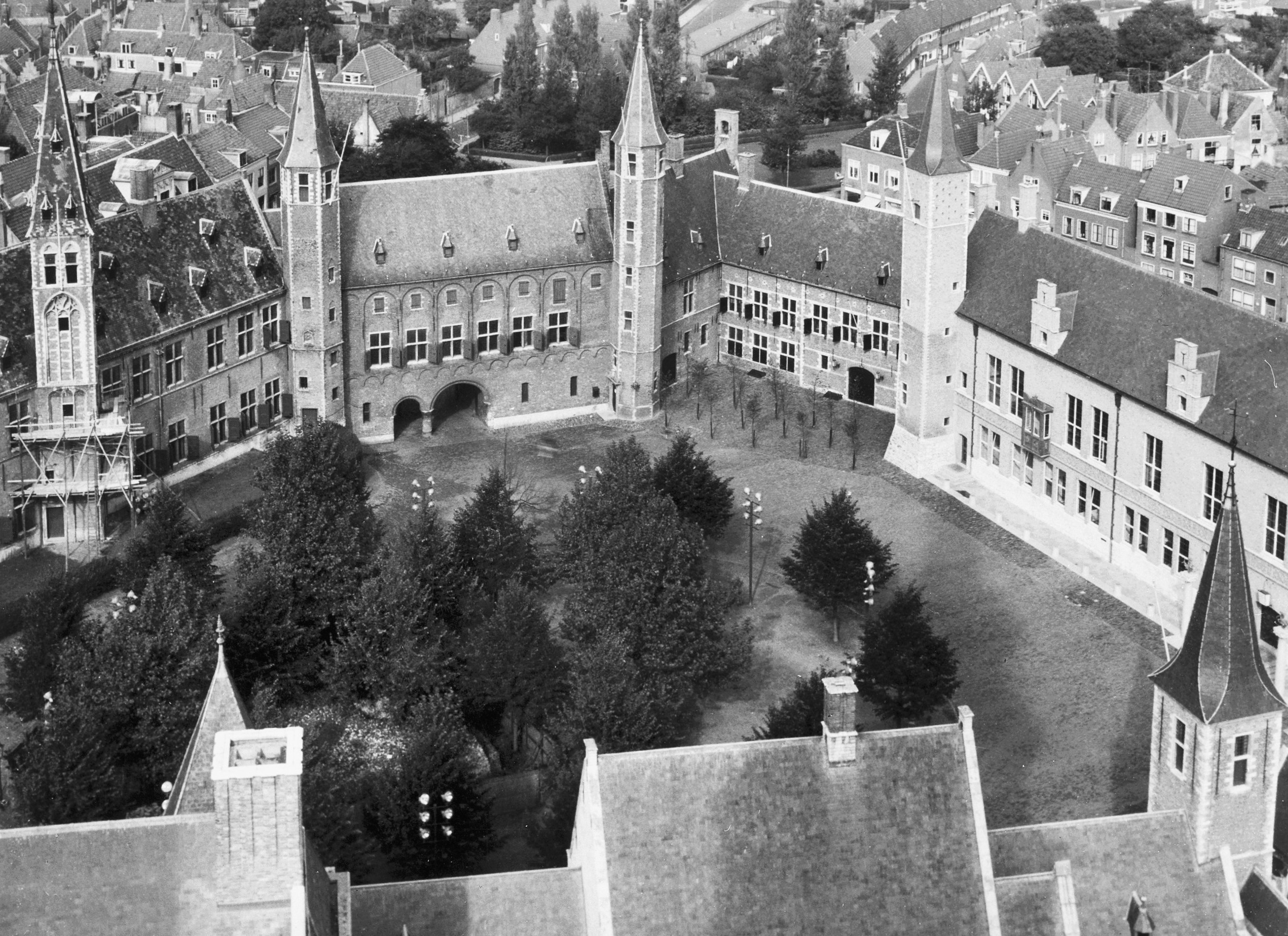
Opatství Midddelburg, asi 1960

## Knižní publikace
- Kenterend Getij (1970)
- Westkaap (1973)
- Dromen over Zeeland (1976)
- Reimerswaal (1979)
- Zeeland op jaren (1980)
- Art of a Nation (1982)
- Tussen Land en Water (1984)
- Land tussen zeeën (1986)
- Waterbouwer (1986)
- Middelburg (1988)
- Forum (1994)
- Werken aan Morgen (1994)
- Locaties (1997)

## Ceny a ocenění
- 1968: Prix Niépce Nizozemsko
- 1968: Prix Niépce Europe, druhý laureát
- 1978: Cena Hasselblad